# Abdelaziz Bendriss Amraoui
 (juin 2012).
Si vous disposez d'ouvrages ou d'articles de référence ou si vous connaissez des sites web de qualité traitant du thème abordé ici, merci de compléter l'article en donnant les références utiles à sa vérifiabilité et en les liant à la section « Notes et références ».
Pour les articles homonymes, voir Bendriss et Amraoui.
Abdelaziz Ben Driss Amraoui est né en 1910 à Fès, il est décédé le 24 avril 1959. Il a été l'un des signataires du Manifeste de l'indépendance. Il a reçu le diplôme de Allama de la Quaraouiyine. Il a joué un grand rôle dans la lutte contre la politique d'occupation et le mouvement du Dahir berbère. C'est l'un des fondateurs du premier mouvement national de la « Koutla » nationale, du Parti national et du Parti de l'Istiqlal. En 1934, il a figuré parmi les signataires des revendications du peuple marocain et parmi les quatre membres qui les ont présentées à Mohammed V.
Il a été emprisonné et exilé plusieurs fois en 1936, 1937, 1944 et 1952. Parmi les ouléma qui avaient un rôle dans la propagation de l’appel aux réformes et de la pensée salafite. Il est mort assassiné au village de Tahanaout près de Marrakech. Il repose au cimetière des Amraoui à Fes (Bab Ftouh).